# Davidson County (Tennessee)
Davidson County ist ein County im US-Bundesstaat Tennessee der Vereinigten Staaten. Das U.S. Census Bureau hat bei der Volkszählung 2020 eine Einwohnerzahl von 715.884 ermittelt. Der Verwaltungssitz (County Seat) ist Nashville.

## Geographie
Das County liegt nordwestlich des geographischen Zentrums von Tennessee, ist im Norden etwa 40 km von Kentucky entfernt und hat eine Fläche von 1363 Quadratkilometern, wovon 62 Quadratkilometer Wasserfläche sind. Es grenzt im Uhrzeigersinn an folgende Countys: Robertson County, Sumner County, Wilson County, Rutherford County, Williamson County und Cheatham County.

## Geschichte
Davidson County wurde am 18. April 1783 aus Teilen des Washington County gebildet. Benannt wurde es nach William Lee Davidson, einem amerikanischen Kriegshelden, der bei der Schlacht von Valley Forge getötet wurde.

### Historische Objekte
- Etwa 19 Kilometer östlich von Nashville steht das historische Anwesen The Hermitage. Es war der Wohnsitz des siebten US-Präsidenten Andrew Jackson. Es befindet sich an der U.S. Route 70N, und wurde 1966 vom NRHP als Denkmal aufgenommen (NRHP-ID 66000722). Dort befindet sich auch Jacksons Blockhütte West Cabin.

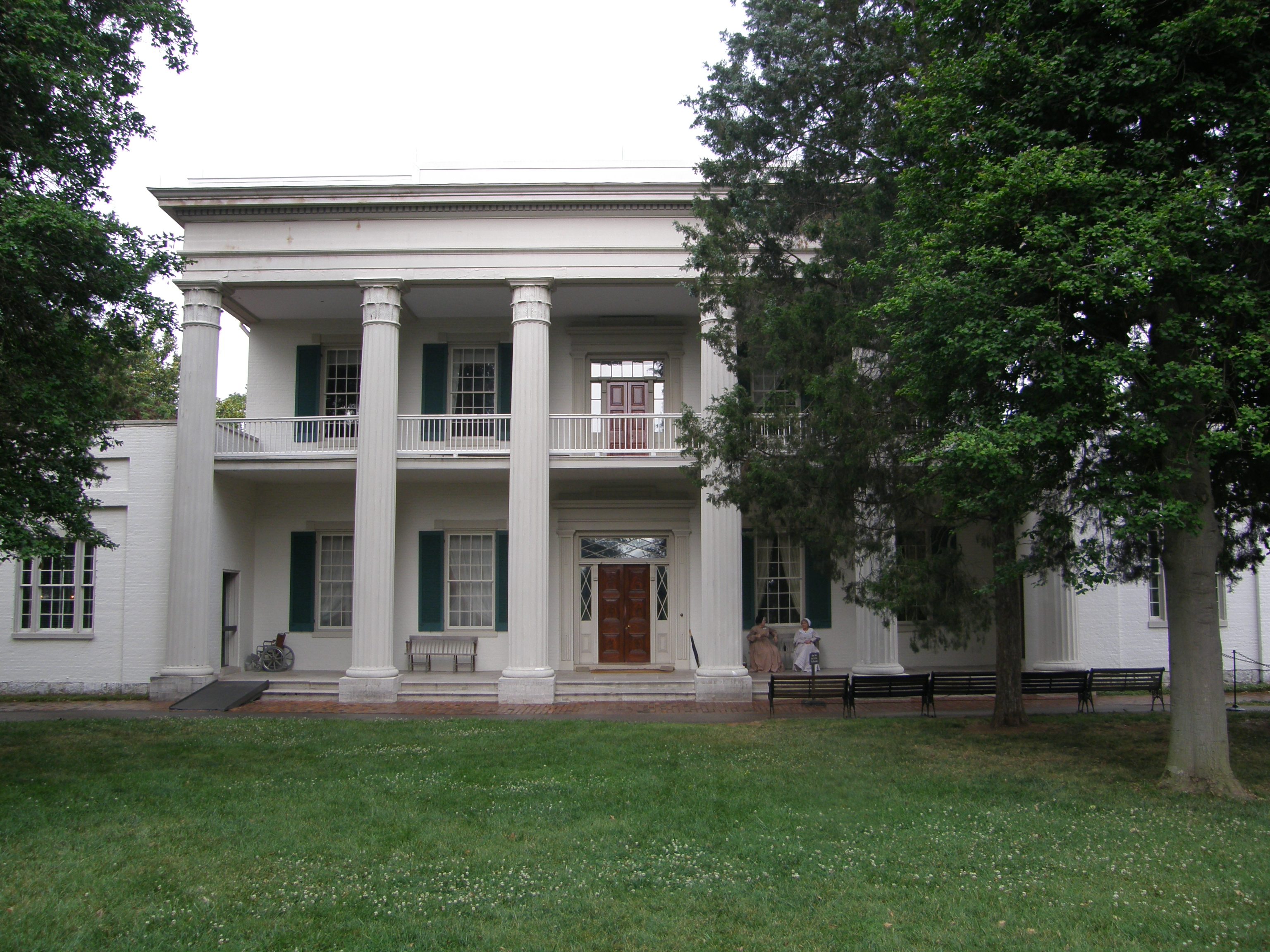
The Hermitage (2007)

Sechs Orte im County haben den Status einer National Historic Landmark, darunter The Hermitage. 187 Bauwerke und Stätten des Countys sind im National Register of Historic Places (NRHP) eingetragen (Stand 13. August 2018).

## Demografische Daten

Alterspyramide Davidson County

Nach der Volkszählung im Jahr 2000 lebten im Davidson County 569.891 Menschen in 237.405 Haushalten und 138.169 Familien. Die Bevölkerungsdichte betrug 438 Einwohner pro Quadratkilometer. Ethnisch betrachtet setzte sich die Bevölkerung zusammen aus 66,99 Prozent Weißen, 25,92 Prozent Afroamerikanern, 0,29 Prozent amerikanischen Ureinwohnern, 2,33 Prozent Asiaten, 0,07 Prozent Bewohnern aus dem pazifischen Inselraum und 2,42 Prozent aus anderen ethnischen Gruppen; 1,97 Prozent stammten von zwei oder mehr Ethnien ab. 4,58 Prozent der Bevölkerung waren spanischer oder lateinamerikanischer Abstammung.
Von den 237.405 Haushalten hatten 26,7 Prozent Kinder und Jugendliche unter 18 Jahre, die bei ihnen lebten. 39,9 Prozent waren verheiratete, zusammenlebende Paare, 14,3 Prozent waren allein erziehende Mütter und 41,8 Prozent waren keine Familien. 33,4 Prozent waren Singlehaushalte und in 8,2 Prozent lebten Personen im Alter von 65 Jahren oder darüber. Die Durchschnittshaushaltsgröße betrug 2,30 und die durchschnittliche Haushaltsgröße betrug 2,96 Personen.
22,2 Prozent der Bevölkerung waren unter 18 Jahre alt, 11,6 Prozent zwischen 18 und 24, 34,0 Prozent zwischen 25 und 44, 21,1 Prozent zwischen 45 und 64 und 11,1 Prozent waren älter als 65. Das Durchschnittsalter betrug 34 Jahre. Auf 100 weibliche Personen kamen statistisch 93,8 männliche Personen und auf 100 Frauen im Alter von 18 Jahren und darüber kamen 90,8 Männer.
Das jährliche Durchschnittseinkommen eines Haushalts betrug 39.797 USD, das Durchschnittseinkommen der Familien betrug 49.317 USD. Männer hatten ein Durchschnittseinkommen von 33.844 USD, Frauen 27.770 USD. Das Prokopfeinkommen betrug 23.069 USD. 10,0 Prozent der Familien und 13,0 Prozent der Einwohner lebten unterhalb der Armutsgrenze.